# Cidacos
El Cidacos és un riu de la conca de l'Ebre que neix prop del port d'Oncala (Sòria) i desemboca a l'Ebre a l'altura de Calahorra.
Durant els 77 km que recorre rep aigua d'afluents menors i passa per poblacions importants com Villar del Río o Yanguas a Sòria, o bé Enciso, Peroblasco, Arnedillo, Santa Eulalia Somera i Bajera, Herce, Arnedo, Quel, Autol i Calahorra a La Rioja. Tot i això, com que l'aigua és embassada diverses vegades i s'utilitza per al rec de les 4.057 Ha d'horta de la zona, a Calahorra sol arribar sec, excepte durant les èpoques més plujoses o el desgel. Segons una llegenda, els sants Celdoni i Ermenter foren torturats i finalment decapitats en una platja a la vora del riu Cidacos als afores de Calahorra.